# Procédure d'adhésion de la Suède à l'Union européenne
La procédure d’adhésion de la Suède à l'Union européenne est le processus qui a permis à la Suède de rejoindre l'Union européenne le 1er janvier 1995. L'Union européenne s'est ainsi élargie à 15 États.

## Historique
Le 13 novembre 1994, à l'issue d'un référendum, le peuple suédois se prononce en faveur de l'adhésion de la Suède à l'Union européenne.

## Sources

## Compléments